# Харіус
Харіус (Thymallus) — рід риб родини лососевих. Довжина тіла зазвичай 25-35 см, маса близько 450 г; деякі харіуси при довжині близько 50 см важать до 1,4 кг. Для харіуса характерний великий спинний плавець, що має понад 17 променів. Відомо 5 видів, в предгірних річках, рідше в озерах помірного і холодного поясів північної півкулі.

## Зовнішній вигляд
Риба має однотонну темно-сіру спину, з боків тіла деяких видів розкидані чорні цятки різної форми.
У сибірського, байкальського, амурського, Нижньоамурського і жовтопятнистого харіусів над черевними плавниками є відносно велика червонувата пляма. На черевних плавниках є косі червоно-бурі смуги, що відблискують фіолетовим відтінком. Хвостовий і анальний плавники дорослих риб червоно-бордові. Задня частина спинного плавника самців вище передньої. У самок ця частина плавника менше або такої ж висоти. На ньому добре помітні кілька горизонтальних рядів плям червонуватого кольору, від округлих до довгих у вигляді вертикальних смуг бірюзового або фіолетового відтінків. Найбільш великі особини (до 5-6 кг) спостерігаються у монгольського і європейського харіусів. У високогірних озерах Сибіру також відомі карликові форми, які протягом усього життя зберігають малькове забарвлення у вигляді темних поперечних смуг з обох боків тіла.

## Спосіб життя і живлення
Харіус живе в річках гірського типу з чистою і холодною водою, а також оліготрофних озерах, на висотах до 2000–2300 м над рівнем моря. Їжею слугують організми зообентосу: личинки волохокрильців, веснянок, одноденок, хірономід, їх імаго, а в теплу пору року різноманітні повітряні комахи. Деякі види харіусів можуть споживати інших риб, а дуже великі особини навіть дрібних гризунів.
Харіус ловиться переважно на мушку, на поплавкову снасть з наживкою (як правило на хробаків). Відома також риболовля харіуса спінінгом на блешню.

## Види
Згідно із FishBase містить 13 видів:
- Thymallus arcticus (Pallas, 1776) — Харіус сибірський
- Thymallus baicalensis Dybowski, 1874 — Харіус байкальський
- Thymallus brevipinnis Svetovidov, 1931
- Thymallus brevirostris Kessler, 1879 — Харіус монгольський
- Thymallus burejensis Antonov, 2004
- Thymallus grubii Dybowski, 1869 — Харіус амурський
- Thymallus mertensii Valenciennes, 1848
- Thymallus nigrescens Dorogostaisky, 1923 — Харіус косогольський
- Thymallus pallasii Valenciennes, 1848
- Thymallus svetovidovi Knizhin & Weiss, 2009
- Thymallus thymallus (Linnaeus, 1758) — Харіус європейський
- Thymallus tugarinae Knizhin, Antonov, Safronov & Weiss, 2007
- Thymallus yaluensis T. Mori, 1928